# Mikrocefalie

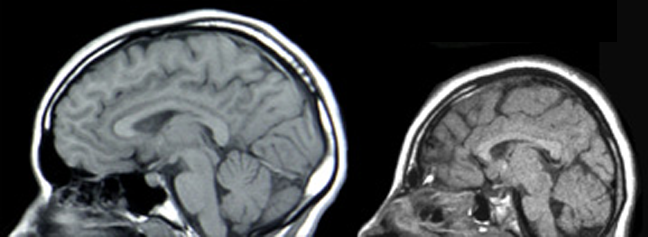
Mikrocefalie

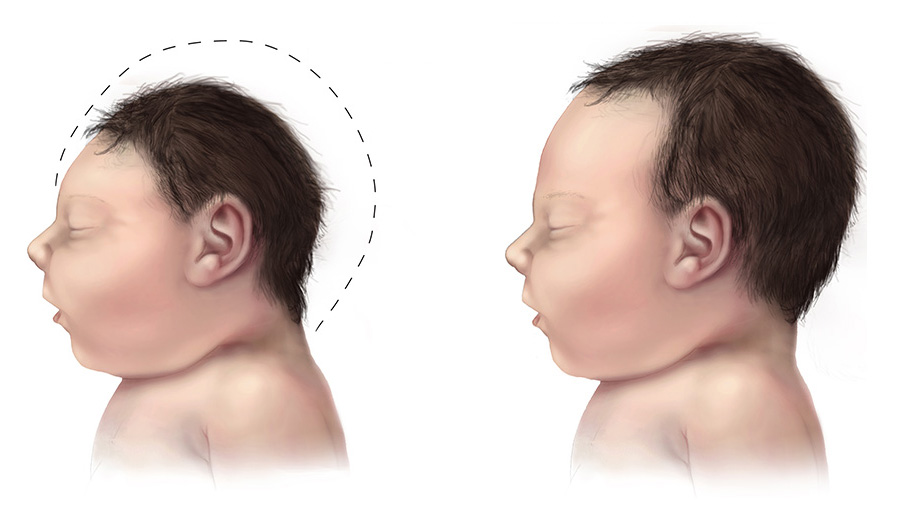
Hlavička novorozence vlevo: Mikrocephaly (Mikrocefalie)

Mikrocefalie je těžká vývojová porucha projevující se zakrněním/předčasným ukončením růstu mozku a obvykle i celé hlavy. Je příznakem řady závažných onemocnění, zejména genetických – viz např. Cri du chat. Další příčinou může být infekce matky virem Zika během těhotenství. Hlavním příznakem je malý obvod lebky. Postižené děti mají obvykle také menší mozek. Mikrocefalie je často spojena s duševní a tělesnou poruchou.
U stopkovýtrusných hub se tento pojem používá pro tvorbu zakrnělých plodnic či klobouků, k čemuž může docházet při rozličných virových infekcích.